# Сим (The Sims)
Сим — персонаж игр серии The Sims и SimCity, который своим внешним видом и поведением похож на человека, а также имеет целый ряд потребностей, как у реальных людей. В русском языке часто употребительны альтернативные термины: «персонаж» (часто для обозначения одного сима) и «подопечные» (для обозначения двух и более симов).

## История создания
Изначально словом «сим» (англ. Sims) стали называть виртуальных жителей SimCity, редакторы журналов в своих обзорах SimCity 1989 года.
Сами Симы присутствовали, как псевдоинтеллектуальные объекты для того, чтобы восполнить пустое пространство в городе simcity. При работе над прототипом The Sims, игра задумывалась, как архитектурная игра, а симы должны были стать имитирующими домашнюю жизнь NPC. Однако многие разработчики проявили интерес к виртуальным людям и захотели ими управлять, в результате было решено разработать искусственный интеллект и усовершенствовать поведение симов до полноценных личностей, после чего создатели окончательно решили, что будущая игра станет прежде всего симулятором людей, а не архитектуры. На разработку искусственного интеллекта у команды Maxis ушел примерно один год В качестве прототипа виртуального интеллекта был использован интеллект муравьёв из игры SimAnt 1991 года. Фактически в играх серии представлены два типа ИИ или агента — сами симы и предметы, которые отдают приказы симам взаимодействовать с ними. Система потребностей симов был содана на основе теории пирамиды потребностей Маслоу, согласно которой к высшим потребностям можно стремиться лишь удовлетворив низшие, базовые потребности.
При разработке The Sims 2, социальное поведение персонажей было решено значительно усовершенствовать, и ввести так называемые желания и страхи, в частности за основу социального поведения виртуальных человечков были взяты исследования швейцарского психолога Карла Юнга, который делил людей на 16 архетипов; данная система в упрощённом виде была осуществлена в игре, в которую, помимо этого, добавили знаки зодиака. Также во второй части было решено значительно расширить романтические взаимодействия персонажейː например, была добавлена возможность заниматься сексом.
При разработке третьей части игры The Sims, разработчики стремились преуменьшить роль удовлетворения базовых потребностей, чтобы игрок не тратил столько времени на эту часть геймплея. Отныне на настроение сима в не меньшей степени влияли окружающие вокруг него события, например успех на работе, самореализация, общение с другими персонажами, статус и прочее. Не менее важную роль в реакции симов должны были играть их черты характера, также определяющие желания симов. Шкалы архетипов были заменены на модульные черты характера, которые разработчики создавали например вдохновляясь поступками некоторых героев из телесериалов: например черты характера «бережливый» и «попрошайка» были переняты у персонажа Джорджа Костанзы из телесериала Сайнфелд, а вдохновителем для черты характера «злой» послужил персонаж из мультсериала Симпсоны — Мистер Бёрнс.
Дальнейшее усовершенствование искусственного интеллекта симов в The Sims 4 была задумано, как главное новшество The Sims 4. В частности симы стали многозадачными, позволяя совершать им одновременно несколько действий, а не поочерёдно, как в предыдущий частях. Также эмоциональная шкала хороший-нейтральный-плохой была заменена на дюжину самостоятельных эмоциональных состояний, таких, как например вдохновлённый, грустный, смущённый, романтический итд. Эмоциональные состояния непосредственно влияют на мотивацию, желания, поведение симов, их мимику и интонацию.

### Искусственный интеллект
Игры серии The Sims примечательны тем, что предлагают самый продвинутый искусственный интеллект среди имеющихся компьютерных игр, наделяющий персонажей непредсказуемым и сложным поведением, а также позволяющий управлять персонажами самых разных типов. Симы подстраиваются под окружающую среду и образовывают собственные сценарии поведения и поступков. В отличие от таких игр, как например Half Life или Thief агенты (симы) не запрограммированы линейно, а ведут себя автономно, в зависимости от потребностей и окружающей обстановки. Управляемый игроком персонаж также может вести себя автономно в отсутствие игрока, однако со временем он неизменно начнёт сталкиваться с серьёзными проблемами, из-за невозможности совершать некоторые действия, такие, как например оплата налогов. Также многократно возрастает риск смерти сима.
При этом искусственный интеллект содержится не только в самих симах, но и в окружающем пространстве конкретного участка. Данная технология называется «умным ландшафтом» (англ. smart terrain), её формируют все имеющиеся предметы на участке — агенты, которые взаимодействуют со вторым типом агентов — симами, чтобы удовлетворять их конкретные потребности. ИИ самого персонажа ограничен взаимодействием с другими симами, сам он лишён мотивации взаимодействовать с окружающим пространством, наоборот, пространство диктует симу, как вести себя в своём окружении, в том числе и способы удовлетворить его потребности. Когда игрок видит, что сим совершает сложные действия, это является лишь иллюзией его интеллектуальной деятельности, так как на самом деле он подчиняется «командам» окружающих предметов, которые в свою очередь формируют цепочку последовательных команд. Каждый предмет имеет общедоступный интерфейс, передающий свою функциональность «актёрам» в игре. Такую систему игрок может сам обнаружить, так как для совершения тех или иных действий, он должен нажимать не на сима, а на предметы взаимодействия.
Уилл Райт отдельно постарался описать «умный ландшафт» простым языком: «В случае низкого показателя голода у сима, холодильник на участке передаёт ему сигнал
«у меня есть продукты» затем продукты говорят «нас нужно нарезать» а затем микроволновка говорит «порезанные продукты нужно поместить в меня». С точки зрения игрока сим выглядит мотивированным и увлечённым процессом готовки, хотя по сути он подчиняется согласованным указам окружающих предметов».
Искусственный интеллект, завязанный на координации агентов — симов и агентов окружающего пространства оказался крайне удачным решением для разработчиков, так как при такой системе, игру The Sims можно дополнять новыми объектами с уникальным взаимодействием без необходимости каждый раз совершенствовать или переделывать ИИ персонажей. Основной недостаток такой технологии связан с тем, что играм серии The Sims приходиться обрабатывать наибольшее количество данных среди остальных игр (количество операций в секунду, делённое на количество данных в битах). Игра требует наличия мощного процессора из-за необходимости обработки сотни различных скриптов, формирующих поведение симов. При этом наиболее трудоёмкая обработка данных происходит в момент, когда сим «решает», что хочет сделать дальше. Так как именно в этот момент «умный ландшафт» пытается составить наиболее эффективный вариант сценариев деятельности сима. Это касается и всех неигровых персонажей, находящихся на участке. Вместе с каждой новой выпущенной игрой The Sims, количество обрабатываемых скриптов только увеличивается.
Уилл Райт, создатель The Sims заметил, что при создании ИИ симов был ограничен теxнологиями своего времени и в идеале мечтал о создании персонажей, чей ИИ работал, как нейронная сеть, то есть сим формировал бы собственное уникальное поведение на основании накопленного опыта, а не заданное игрой.

## В Simcity
Хотя такое понятие, как «симы» использовалось ещё после выпуска первой игры SimCity, впервые за виртуальными людьми можно было наблюдать в игре SimCity 2000, гуляющих на обочине дороги. Симы представляли собой декоративный элемент для оживления пространства. В SimCity 2013 года, симы по прежнему не разумны, но они играют более заметную роль и составляют «поток», в частности каждый отдельный сим перемещается по городу в магазин/школу/рабочее место пешком или на машине, игрок может наблюдать за ним; сим может встать в пробке, тогда опоздает на работу, что может негативно сказываться на благополучии города. Похожий механизм был реализован в SimCity Societies, где игрок мог наблюдать за передвижениями сима и его настроением; чем хуже была развита и доступна городская инфраструктура, тем более высока вероятность плохого настроения сима.

## Основные характеристики симов
Управление симом является не прямым, а косвенным. Часто персонаж будет сам стремится совершать те или иные действия, если игрок в настройках не отключил свободу воли. Игрок может давать непосредственные команды, однако сим может отказаться их выполнять в случае например низких показателей потребностей. То же касается и развития отношений, игрок не может заставить персонажа рассматривать кого то, как друга или любовника, но может подвести сима к формированию таких отношений. Фактически игрок не на прямую командует симом, а подталкивает его на совершение тех или иных действий.
Основными характеристиками симов в серии игр The Sims выступают пол, возрастные категории, поведенческие модели, типы сексуальных ориентаций, физиологические потребности, желания и жизненные цели. На протяжении выпуска игр серии, данные характеристики подвергались незначительным изменениям, например в The Sims 2 присутствовали страхи симов, а в The Sims 4 появилась возможность настройки пола за рамками женского и мужского. 

### Внешний вид

Картинка, демонстрирующая разницу в художественном стиле женского персонажа из The Sims (2000 год), The Sims 2 (2004 год), The Sims 3 (2009 год) и The Sims 4 (2014 год)

Внешний вид персонажей сильно разнится от каждой части, однако их объединяет одинаковый рост, висящий над управляемым персонажем кристалл — «пламбоб», а также наличие определённых возрастных категорий; в The Sims, симы выглядели, как простые трёхмерные фигурки, передвигающиеся в двухмерном пространстве, взаимодействующие со спрайтами. В режиме создания, симам можно было выбрать внешность с причёской и готовый костюм. Чем счастливее управляемый персонаж, тем зеленее будет выглядеть его кристалл над головой. В The Sims 2 появилась возможность более детального изменения внешности персонажа вплоть до изменений черт лица, косметики, цвета кожи и элементов одежды. Вместе с The Sims 3 была добавлена возможность пользоваться цветовой палитрой, задавая желаемый цвет волос, глаз и оттенок кожи, а также более детально выбирать элементы одежды, такие, как например обувь или украшения. Также стало возможным задавать персонажу уровень полноты. В The Sims 4 категоризация одежды была улучшена, появилась возможность более подробно изменять форму тела персонажа, однако была убрана палитра, возвращая ограниченный выбор цвета волос и оттенков кожи, как в The Sims 2.

### Пол, гендер и сексуальная ориентация
В The Sims 4 игрок может настраивать сексуальную ориентацию. Настройка касается отдельно того, c кем сим хочет заводить романтические отношения и заниматься сексом. Игрок может создавать гетеросексуальных, бисексуальных, гомосексуальных и асексуальных симов.
В первых трёх частях игр The Sims, у всех персонажей была по умолчанию бисексуальная или пансексуальная ориентация, то есть они могут вступать в романтические и половые связи в не зависимости от пола. Все базовые семьи всегда были гетеросексуальными, таким образом игрок не замечал гомосексуальных отношений в игре, если не будет к ним стремиться. Однако начиная с 2017 года, гомосексуальные базовые пары стали впервые появляться вместе с дополнениями к The Sims 4, в 2019 году впервые были добавлены трансгендерные персонажи. При этом возможность создавать персонажа вне рамках мужского или женского пола появилась впервые в MySims 2007 года выпуска — побочной игре серии The Sims. Но это было обусловлено стилизованным дизайном персонажей.
Изначально, вместе с разработкой первой The Sims, разработчики планировали добавить только разнополые отношения, но однополые отношения были добавлены в результате инициативы одного из разработчиков-геев. Система сексуальной ориентации в первых трёх играх и ранней версии The Sims 4 работает таким образом, что каждый персонаж изначально не имеет никаких предпочтений (если он изначально не состоит в браке) и никогда не начнёт сам флиртовать, но его ориентация определяется в зависимости от приказов игрока. Если сим по приказу игрока пробует флиртовать с противоположным полом, у него закладывается гетеросексуальная ориентация и он не начнёт заигрывать с симом одного пола, образование отношений с одним полом по приказу игрока будет затруднено, но возможно, тогда сим будет бисексуалом, это работает и в обратном направлении.
Если в первой, второй и третьей части, игрокам были доступны только два пола; женский и мужской, то в The Sims 4, вместе с обновлением появилась возможность создавать небинарных персонажей путём того, что сим может носить одежду, причёску, макияж противоположного пола, изменять форму тела на мужскую/женственную, а также настраивать половые, репродуктивные функции, например может ли сим оплодотворять, беременеть, быть стерильным или может ли писать стоя. В английской версии можно настраивать местоимения и создавать собственные.
Во всех играх The Sims персонажи могут встречаться более, чем с одним симом, но это рискованно, так как партнёры не должны знать об этом. В The Sims 4 введена возможность полиаморных отношений с несколькими партнёрами без ущерба для других отношений вместе с настройкой ревности.

### Физиологические потребности
Удовлетворение базовых физиологических потребностей симов является одной из базовых задач игрока; На протяжении всех серий The Sims, система и параметры физиологических потребностей симов не менялись и представляли собой следующий вид: питание, комфорт (потребность в отдыхе, если не удовлетворять данную потребность, то сим будет чувствовать сильную усталость), гигиена, естественная нужда, энергия, развлечение, общение, уют. В The Sims 3 из базовых потребностей были убраны комфорт и уют, которые были преобразованы в мудлеты настроения. Похожую систему потребностей унаследовала и The Sims 4.

### Настроение

Настроение в первых частях The Sims представлено колбой «плохо — хорошо», чем она полнее, тем положительнее настроение сима.

Настроение в играх серии The Sims играет важную роль, так как оно определяет активность и уровень трудоспособности сима. На основной панели сима в The Sims, The Sims 2 и The Sims 3 имеется колба «Настроение». По её уровню и цвету можно определить его состояние. Цвет варьируется от ярко-зелёного до тёмно-красного. Зелёные оттенки говорят о хорошем настроении сима, а красные и оранжевые о плохом. В The Sims 4 колба настроения была заменена цветовым фоном, отражающим эмоциональное состояние сима.
В The Sims и The Sims 2 настроение играло важную роль в плане активности сима, а также фактически на прямую зависело от исполнения его потребностей. Если все шкалы потребности полны, то настроение у сима будет лучшим. Если исполнить желание сима в The Sims 2, то его настроение на короткое время поднимается до высшего уровня, а хрусталик становится белым. Если персонаж будет пребывать в плохом настроении, он становится более агрессивным и «неуправляемым» (то есть игнорирует приказы игрока).
В игре The Sims 3 выполнение потребностей тоже играет существенную роль в настроении сима, однако на неё влияют и события, происходящие вокруг сима, связанные с отношениями, работой и несчастными случаями, при этом тяжесть того или иного случая даёт разное количество баллов счастья или несчастья, например даже с максимальным уровнем потребностей, персонаж будет прибывать в худшем настрое после увольнения с работы, расставания или смерти близкого/друга. Также важную роль в настроении играет и характер персонажа; одиночка чувствует себя не комфортно в толпе, чистюля в грязной обстановке, вегетарианец не выносит блюд с мясом и т.д. Также настрой сима определяет уровень его трудоспособности, за высокий показатель своего настроения сим получает в режиме реального времени «баллы счастья».
В The Sims 4 эмоциональный спектр положительный/отрицательный был заменён 16 разными эмоциональными состояниями, такими, как злоба, печаль, счастье, вдохновение, игривость и т.д., которые возникают при разных условиях и напрямую влияют на поведение, движения, мимику и действия персонажей. Например, игривый персонаж будет склонен к шуткам и пакостям, сердитый персонаж будет стремиться устроить провокации и ссоры, смущённый персонаж предпочтёт спрятаться, вдохновлённый — творить искусство и т.д.. Тем не менее в игре представлены четыре эмоциональных спектра, соответствующих положительному, нейтральному и отрицательному настроению из первых трёх игр. «Счастье», появляется всегда при полном удовлетворении потребностей и наоборот «дискомфорт» или «напряжение» при низких показателях потребностей. Дискомфорт — это реакция на неудовлетворение физических потребностей, а напряжение — на психических (общение/досуг). Это повышает раздражительность персонажа и ухудшает управляемость, хотя не так сильно как «гнев». 
| Цвет эмоции | Название эмоции | Короткое описание |
| ----------- | --------------- | --- |
|             | Нейтральный     | Исходное настроение персонажа. |
|             | Скучает         | В таком состоянии персонаж теряет мотивацию и нуждается в отдыхе или развлечениях.                                                                    |
|             | Сон             | Состояние только во время сна. |
|             | Одержимость     | В таком состоянии персонаж ведёт себя «безумно» и социальные взаимодействия с персонажем сильно ограничены.                                           |
|             | Грустный        | Реакция на отрицательные события. Персонаж находится в угнетённом, «плаксивом» состоянии, не способен на радость и флирт.                             |
|             | Уверенный       | Персонаж после удачного выполнения цели раскрепощён в своих действиях и идёт на смелые поступки.                                                      |
|             | Вдохновлённый   | В таком состоянии персонаж стремится заниматься творчеством или рассказывать новые идеи.                                                              |
|             | Ошалевший       | Шоковая реакция на опасные и непредвиденные происшествия. Персонаж становится частично недееспособным.                                                |
|             | Внимательный    | В таком состоянии персонажи лучше всего осваивают навыки и могут не замечать, например, голод или усталость.                                          |
|             | Страх           | Реакция на действия угрожающего или пугающего характера. Сим испуган, нервничает и стремится избежать причины страха.                                 |
|             | Игривый         | В таком состоянии персонаж склонен к шуткам и пакостям.                                                                                               |
|             | Кокетливый      | Персонаж склонен флиртовать и предрасположен к пикантным беседам, ему становятся доступными новые романтические взаимодействия.                       |
|             | Сердитый        | Реакция на оскорбления и прочие негативные раздражители. Персонаж теряет концентрацию, склонен к агрессии и провокациям.                              |
|             | Дискомфорт      | Возникает, при низком уровне потребностей или после длительного занятия спортом. Персонажи раздражительны и рассеяны.                                 |
|             | Напряжённый     | Реакция на стресс или дискомфорт. Персонажи раздражены и не расположены к душевным разговорам.                                                        |
|             | Смущённый       | Реакция на какую либо неловкую ситуацию или оскорбление. Персонажу стыдно, он пытается избегать остальных.                                            |
|             | Возбуждённый    | Возникает после занятия спортом или удачного выполнения цели. Персонаж становится гиперактивным и любыми способами стремится «выпустить» свою энергию |
|             | Счастливый      | Возникает при высоких потребностях и других благоприятных факторах. Персонажи хорошо выполняют задачи и доброжелательны.                              |

### Отношения
Важная часть жизни симов — их отношения и взаимодействия с другими персонажами. Как и в настоящей жизни, симы через разные взаимодействия могут укреплять отношения с другими персонажами, вступать в любовные отношения или наоборот ухудшать отношения, вплоть до вражды. От проведённого общения зависит уровень отношений, индивидуальный для каждого виртуального человека. Чем он выше, тем больше доступно взаимодействий с другими симами. Однако если отношения приближаются к враждебным, то становятся доступными взаимодействия «агрессивного характера», например, оскорбления и даже физическое насилие. Когда персонажи впервые знакомятся, их отношения всегда начинаются на нейтральном уровне. При улучшении отношений необходимо также следить, чтобы взаимодействия персонажей соответствовали уровню развития их отношений. Например, если попытаться обнять или поцеловать едва знакомого персонажа, он, скорее всего, откажет ему и отношения заметно ухудшатся. Персонаж может намеренно оскорблять другого сима. Также в The Sims 2 на отношения влияют так называемые «два фетиша и одно отторжение», которые имеет каждый персонаж: сима например могут привлекать рыжие волосы и очки, но он не будет любить безработных. На отношения также влияет совместимость характеров симов; чем она хуже, тем сложнее будет в общем укреплять отношения и наоборот. В The Sims 3 и The Sims 4, была отдельно введена любовная шкала отношения, которая в предыдущих играх оставалась подвидом дружественных отношений.

### Возрастные категории
Симы как и люди, рождаются, растут и умирают, что сопровождается переходом в определённые возрастные категории. В The Sims таких категорий было всего три (новорожденный, ребёнок и взрослый), помимо этого дети не могли взрослеть, а взрослые — стареть и были фактически бессмертными. Вместе с The Sims 2 были введены 7 возрастных категорий; новорожденный, малыш, ребёнок, подросток, молодой, взрослый и пожилой и такая модель осталась не изменённой во всех следующих частях The Sims. Сим в течение своей жизни переходит из одной стадии в другую и ему доступны уникальные взаимодействия и навыки. Дети и подростки обязаны посещать школу, молодые и взрослые персонажи могут работать, а также заводить новых детей. Ухаживание за ребёнком входит в обязанности взрослого сима, если он является опекуном ребёнка.

### Мечты, желания и страхи
В The Sims, желаний или мечты у персонажей нет, поэтому их настроение всецело зависит от удовлетворения базовых потребностей. В The Sims 2 появляется панель, где размещены желания и страхи. Суть их заключается в том, что за исполнение этих желаний начисляются «баллы счастья и авторитета» и поднимается настроение, и наоборот, если один из страхов осуществляется, то уровень авторитета и настроения падают. За баллы счастья можно купить предметы награды. В The Sims 3 и The Sims 4 страхи были убраны, с игрок может сам выбирать, какие желания оставлять.
Начиная с The Sims 2, была введена мечта жизни для персонажей, к которой он должен стремится в течение всей жизни, будь это достижение в вершине карьеры или создание большой семьи. В The Sims 4 появилась возможность менять жизненную цель на другую у персонажа, за которого игрок уже играет.

### Черты характера
Каждый персонаж обладает индивидуальными чертами характера, которые влияют на его общение, стремления и действия. В первых двух сериях The Sims черты характера задавались подобием шкал между основными абсолютными категориями (вредный/тихоня), (весёлый/грустный), (чистюля/грязнуля) и т.д. В The Sims 3 и The Sims 4 появились отдельные оформленные черты характера, которые могут быть уникальными, так как они не обязательно должны встречаться у других персонажей. Для некоторых возрастных категорий некоторые черты характера недоступны. В процессе игры, по мере взросления персонажа, игрок сам может выбирать определённые черты, но только в том случае, если персонажа в детстве должным образом воспитывали, и он учился на отлично. В противном случае игрок не сможет выбрать новые черты характера для персонажа при переходе на следующий возрастной этап, а за него это сделает игровая система и, как правило, черты весьма скверные.

### Навыки
Все симы, при взаимодействии с определённым предметом, явлением, или участвуя в каком-нибудь мероприятии, могут развивать отдельно взятый навык или сразу несколько. У симов навыки появляются и впоследствии развиваются в течение всей их жизни, в отличие от характера и физиологических потребностей, которые заложены изначально от рождения и меняются по достижении определённой возрастной категории. Навыки имеют предел развития. Каждый навык имеет десять уровней его совершенствования. В The Sims 2 существовало всего семь навыков и они были довольно абстрактными, например творчество включало в себя игру на разных музыкальных инструментах или рисование; спорт включал в себя балет и т.д. В The Sims 3 и The Sims 4 навыков стало гораздо больше и они уже затрагивали узкоспециализированные занятия.

### Карьера
Чтобы жить и покупать новые предметы, персонажу необходимо заботиться о постоянном источнике дохода, для чего игры предоставляют различные карьеры, каждая из которых поделена на 10 уровней. Сим поднимается по карьерной лестнице, если усваивает необходимые навыки, нужные для работы, заводит нужные связи и приходит на работу вовремя и в хорошем настроении. При повышении должности, зарплата сима повышается, также часы работы сокращаются. В The Sims 3 и The Sims 4 появились карьеры, за процессом действия которых игрок может наблюдать. Помимо этого, персонаж может зарабатывать деньги, занимаясь профессиональным искусством, например продавая свои картины, скульптуры, поделки, книги или зарабатывая на улице, игрой на музыкальном инструменте.

## Критика
Во всех обзорах игры рецензенты выделают особое или основное внимание виртуальным людям и их искусственному интеллекту, которые совершенствуется с каждой новой версией симулятораː
При обзоре The Sims, большинство журналистов похвалили симов за их поведение и социальные взаимодействия. Представитель сайта Armchairempire назвал «человечность» персонажей и их возможность развивать отношения с другими симами главным триумфом игры. Представитель Game Revolution сравнил симов с питомцами или тамагочи, за которыми необходимо ухаживать и наблюдать за их жизнью, однако большинство времени игрок будет вынужден тратить на удовлетворения базовых потребностей виртуальных людей. Критик сайта Gamerstemple похвалил персонажей, отметив их уникальность во взаимодействии с другими персонажами, что делает их действительно человечными,
а представитель IGN назвал персонажей простыми, но от этого и не менее очаровательными. Сдержанный отзыв о симах оставил критик сайта Absolute Games, ссылаясь на их слишком примитивный искусственный интеллект и даже из-за этого не рекомендует игру любителям революционного ИИ. По его мнению, персонажи даже внешне выглядят слишком примитивными, хоть и отметив о тщательной проработанности их движений. Рецензент упрекнул персонажей за их «куриную память»: вместо сохранения отношений на уровне, игроку необходимо постоянно общаться, а в противном случае персонажи моментально забывают о других. Среди прочих недостатков критик отметил слишком слабую свободу волю у симов, из-за чего они плохо удовлетворяют свои базовые потребности, если ими не управлять и вместо этого начинают кричать и махать руками. Похожего мнения придерживается представитель Аrmchairempire, отметив, что очень трудно постоянно заботиться о сне и еде персонажа. Также среди других серьёзных недостатков им отмечалось невозможность стареть, из-за чего ребёнок, посещающий школу навечно останется таким, что в какой то степени ломает представление о смысле жизни и ухудшает реиграбельность игры.
В обзорах игры The Sims 2, критики признали усовершенствованное поведения симов по сравнению с первой частьюː Джейсон Хилл назвал виртуальных человечков невероятно умными, способными самостоятельно существовать, когда игрок ими не управляет, Дейв Косак отметил, что персонажи и диалоги настолько хорошо проработаны, что невольно игрок начинает сопереживать персонажам, похожего мнения придерживался Дэн Адамс, который похвалил персонажей за их реализм, отметив, что те события, которые человечки переживают в игре, во многом схожи с реальностью. Например, персонаж может не достичь заветной вершины карьеры, но уже будет иметь неплохой заработок, а если он не будет прибираться в своём жилье, то оно быстро превратится в настоящую помойку. По мнению критика сайта Gamers Temple, виртуальные персонажи стали естественнее и живее, чем когда либо прежде. Ли Сиениава отметил, что поведение персонажей очень забавно, не лишено озорного и комедийного оттенка. Другого мнения оказался Марк Крам, который, наоборот, назвал виртуальных человечков слишком несамостоятельными, начинающими действовать без приказа лишь в той ситуации, когда их шкала потребности критически низка. Похожее мнение высказал критик сайта Game Revolution, назвав персонажей слишком «неповоротливыми», так, например, если объекты располагать близко друг к другу, то персонажи часто решают, что не могут там пройти и начинают раздраженно кричать и махать руками. Сэм Бибсон, несмотря на то, что, в общем, оценил интеллект и стремления персонажей, отметил, что иногда они начинают странно себя вести и совершать непонятные поступки. Критик сайта GamesRadar сравнивает управляемых персонажей с домашними животными. Марк Крамп счёл забавным, как персонажи могут сходить с ума каждый по-своему, если довести их шкалу счастья до нуля.
В обзоре игры The Sims 3, критиками также был похвалён ещё улучшенный интеллект симовː По мнению большинства рецензентов, персонажи в игре стали более самостоятельными по сравнению с предыдущей частью. Джоел Лаутербах назвал персонажей наиболее понятными и управляемыми чем когда либо прежде. Джейсон из IGN отметил, что персонажи теперь могут самостоятельно удовлетворять свои потребности при наличии необходимых благ и реже должны бегать к туалету или холодильнику. Большинство рецензентов отметили, что внешность персонажей стала более естественной и проработанной в мелких деталях, персонажи получили более гладкие и округлённые черты лица, среди нововведений критики похвалили возможность изменять форму тела сима. Джессе отметила, что у персонажей больше не видно зазубренных краёв, как во второй части. Также рецензенты похвалили игру за то, что на настроение персонажа теперь может влиять окружающая обстановка и события, приходящие вокруг него и также за введенную систему черт характера, позволяющую создать симов с уникальными качествами личности, например трус, задира, или невротик, которые в комбинации из 5 черт предадут персонажу неповторимый характер, что в будущем также сильно повлияет на жизнь сима и общение с другими персонажами. Среди дополнительных достоинств была отмечена новая возможность изменять голоса симов, более проработанная система взаимодействий персонажей и новая система наград

### Научный интерес
Миа Консальво, профессор Университета Огайо в США попыталась дать научную оценку феноменальной популярности франшизы, связав её с возможностью создавать и управлять персонажами, выходящими за рамки ограниченных гетеросексистких и гетеронормативных образов персонажей — мужчин, как мачо и убийц, а женщин — как сексуальных объектов или девы в беде. Подобные образы по прежнему остаются универсальными для современных видео-игр. Возможность же создавать персонажей в The Sims, выходящими за подобные рамки позволяет игрокам изучать свои романтические, сексуальные предпочтения и даже ориентацию. Игра позволяет симулировать нетрадиционные однополые и квир-отношения, таким образом давая возможность игроку изучить подобные отношения и понять, как они в реальности работают, а не судить о них через призму культурных и часто негативных стереотипов, помимо этого симы полигамны по своей природе. Они могут женится, иметь любовников на стороне (с последствиями), разводится и снова вступать в отношения, как и в реальной жизни. Также Миа считает, что The Sims демонстрирует то, как должна выглядеть правильная эгалитарная семья, где патриархальная модель семьи в принципе не возможна. Помимо этого виртуальный мир симов является отражением теоретического общества без существования какой либо дискриминации, так как внешность, цвет кожи, полнота или ориентация никак не влияют на общение с симами или их отношение друг к другу, а любые попытки домогательств понесут за собой неприятные последствия.
Тем не менее Миа пришла к выводу, что мир симов в расовом и культурном плане отражает европейский центризм — устоявшеюся идею того, что европейская культура и белая кожа являются универсальной нормой. Игроку, создающему белого персонажа доступно больше всего вариантов подходящих причёсок и одежды, в меньшем количестве для латино-американского или азиатского персонажа и меньше всего чёрных персонажей. Обозревая первую часть The Sims, профессор заметила слишком однообразные пропорции тела симов, которые были в основном длинными и худыми и лишь малая часть из них толстыми и в основном мужские модели персонажей, что по мнению профессора отражает в общем более нетерпимое отношение в обществе к полным женщинам, чем к полным мужчинам. Тем не менее Миа по прежнему считает, что The Sims предоставляет больше разнообразия, как какая либо другая игра.